# (6874) 1994 JO1
(6874) 1994 JO1 est un astéroïde de la ceinture principale aréocroiseur découvert en 1994.

## Description
(6874) 1994 JO1 a été découvert le 9 mai 1994 à l'observatoire de Siding Spring, situé près de Coonabarabran, en Nouvelle-Galles du Sud, en Australie, par G. J. Garradd.

### Caractéristiques orbitales
L'orbite de cet astéroïde est caractérisée par un demi-grand axe de 2,24 UA, un périhélie de 1,61 UA, une excentricité de 0,28 et une inclinaison de 7,58° par rapport à l'écliptique. Du fait de ces caractéristiques, à savoir un demi-grand axe inférieur à 3,2 UA et un périhélie compris entre 1,3 et 1,666 UA, il croise l'orbite de Mars et est classé, selon la JPL Small-Body Database, comme astéroïde aréocroiseur (aréo venant de Arès).

### Caractéristiques physiques
(6874) 1994 JO1 a une magnitude absolue (H) de 13,8 et un albédo estimé à 0,433.